# Diasemopsis robusta
Diasemopsis robusta är en tvåvingeart som beskrevs av Enrico Adelelmo Brunetti 1926. Diasemopsis robusta ingår i släktet Diasemopsis och familjen Diopsidae.
Artens utbredningsområde är Kongo. Inga underarter finns listade i Catalogue of Life.